# الکساندر موس
الکساندر موس (انگلیسی: Alexandre Moos؛ زادهٔ ۲۲ دسامبر ۱۹۷۲) دوچرخه‌سوار اهل سوئیس است.